# 我們是五月天
我們是五月天，是台灣搖滾樂團五月天從2001年到2003年中間因為貝斯手瑪莎當兵，五月天暫時休團所發行的一張精選輯，不過台灣官方不列為正式首張精選專輯，這是為五月天前進中國大陸市場作準備的一張精選專輯，因此此專輯雖在台灣也有發行，但是只有列入中國大陸官方正式首張精選專輯，此專輯也收入中間五月天製作的紀錄片《搖滾本事》電影原聲帶的4首單曲，分別有〈搖滾本事〉、〈生命有一種絕對〉、〈我〉、〈闖〉。

## 曲目
| 曲序 | 曲名           | 作詞 | 作曲        | 時間長度 | 附註                                                      |
| 01   | 終結孤單       | 阿信 | 阿信        | 3:11     |                                                           |
| 02   | 溫柔           | 阿信 | 阿信        | 4:35     |                                                           |
| 03   | 瘋狂世界       | 阿信 | 阿信        | 3:36     |                                                           |
| 04   | 擁抱           | 阿信 | 阿信        | 4:17     |                                                           |
| 05   | 彩虹           | 阿信 | 阿信 梁伯君 | 4:54     |                                                           |
| 06   | 愛情的模樣     | 阿信 | 阿信        | 5:07     |                                                           |
| 07   | 在這一秒       | 阿信 | 阿信        | 2:37     | 合唱：五月天／羽泉                                        |
| 08   | 搖滾本事       | 阿信 | 阿信        | 3:10     | 自傳式電影《搖滾本事》歌曲                                |
| 09   | 人生海海       | 阿信 | 阿信        | 4:45     |                                                           |
| 10   | 生命有一種絕對 | 阿信 | 阿信        | 4:26     | 自傳式電影《搖滾本事》歌曲                                |
| 11   | 愛情萬歲       | 阿信 | 阿信        | 6:04     |                                                           |
| 12   | 透露           | 阿信 | 阿信        | 3:37     |                                                           |
| 13   | 我             | 阿信 | 阿信        | 4:33     | 自傳式電影《搖滾本事》歌曲 校園生活喜劇《麻辣鮮師》片頭曲 |
| 14   | 闖             | 阿信 | 阿信        | 5:02     | 永遠的永遠 國語版 自傳式電影《搖滾本事》歌曲              |